# Aigun

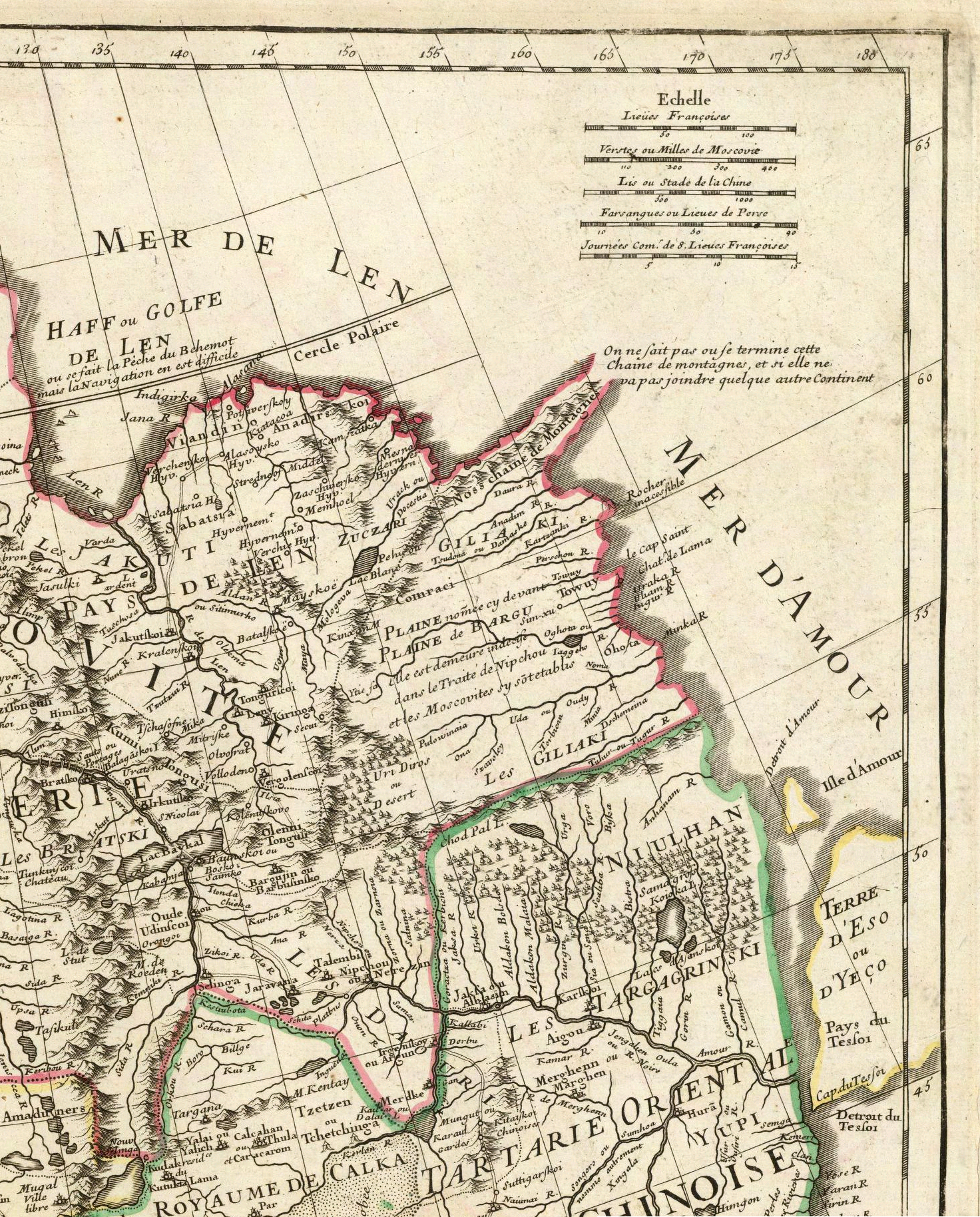
Aigou (Aigun) mostrat com una de les poques ciutats a l'Amur, i un dels llocs més importants en la regió, en un mapa francès del 1706

Aigun ((xinès): 瑷珲; xinès tradicional: 璦琿; pinyin: Àihún; manxú: ᠠᡳ᠌ᡥᡡᠨ ᡥᠣᡨ᠋ᠣᠨ Aihūn hoton) fou una històrica ciutat xinesa al nord de la Manxúria, a la riba dreta del riu Amur a un trentena de quilòmetres al sud (riu avall) del nucli urbà central de Heihe (que, al seu torn és a l'altre costat de l'Amur a la boca del riu Zeya i Blagovésxensk). El nom xinès de la ciutat, el qual literalment significa "jade brillant", és un transliteració de l'original nom manxú (o ducher) de la ciutat. Avui la ciutat d'Aigun és anomenada Vila Aigun i és part del districte d'Aigun, el qual en la seva volta és part de la prefectura de nivell de ciutat de Heihe. Heihe és una de les ciutats importants a la província de Heilongjiang.

## Història
La predecessora d' Aigun fou una ciutat dels indígenes ducher un poble de la vall de l'Amur a la riba esquerra (nord-oriental - ara rus) del riu Amur. El lloc d'aquesta ciutat, el nom de la qual va ser informat per l'explorador rus Yerofey Khabarov com Aytyun (Айтюн) el 1652, és actualment coneguda pels arqueòlegs com el lloc Grodekovo (Гродековское городище), del poble proper de Grodekovo. Es creu que fou poblat de finals del segle ii o començaments del primer mil·lenni aC.

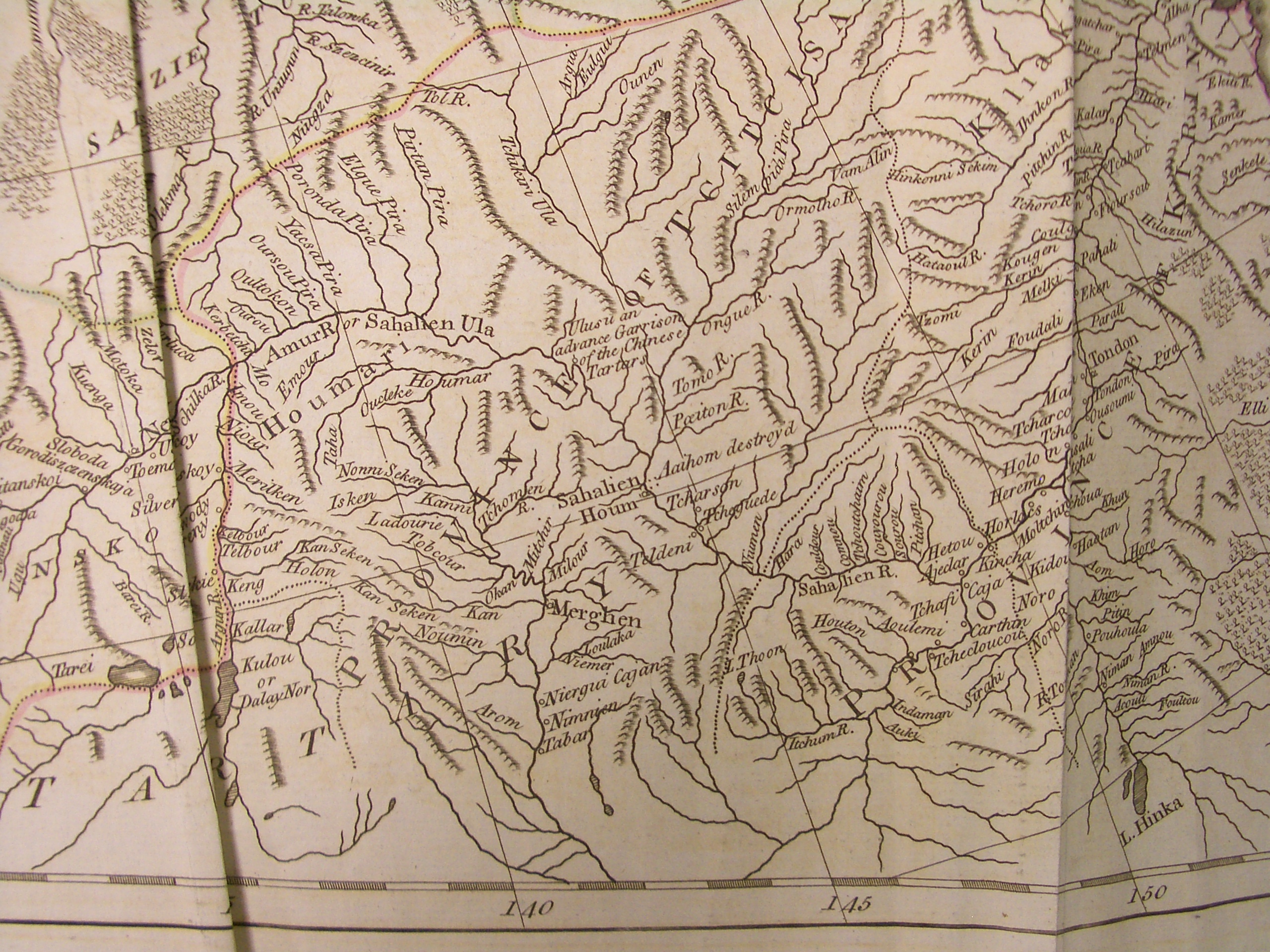
Aaihom (Destruït) mostrat en el mapa de 1773 enfront Sahalien Hotun, seguint el mapa d'Anville de 1734

La ciutat ducher era probablement va quedar buida quan els duchers va ser expulsats pels manxús (dinastia xinesa Qing) cap al Sungari o Hurka a la meitat del segle xvii. El 1683-85 els manxús van reutilitzar el lloc com a base per la seva campanya contra el fort rus d'Albazin.
Després que la captura d'Albazin el 1685 o 1686, els manxús van reubicar la ciutat a un lloc nou a la riba dreta (sud-oest) de l'Amur, aproximadament 5 km riu avall del lloc original. El lloc nou va ocupar la ubicació del poble anterior d'un cap daurian anomenat Tolga. La ciutat va esdevenir coneguda principalment sota el seu nom manxú de Saghalien Ula hoton (manxú: sahaliyan ulai hoton), i de vegades també sota la traducció xinesa d'aquest nom, Heilongjiang Cheng (黑龍江城). Tots dos volen dir Ciutat del Riu Negre, però pel segle xix el nom "Aigun" altre cop esdevenia més habitual en les llengües occidentals.
Per un nombre d'anys després de 1683, Aigun va servir com la capital (la seu del Governador Militar) de la província de Heilongjiang, fins que la capital va ser traslladada a Nenjiang (Mergen) el 1690, i més tardà a Qiqihar. Aigun, tanmateix, va quedar com a seu del Sots Tinent-General (Fu dutong), responsable d'un gran districte que cobria molt de la vall de l' Amur a la província de Heilongjiang com va existir en aquells dies.
Com a part d'un programa cartogràfic francès per a la Xina, Aigun (o Saghalien Ula hoton) va ser visitada vers 1709 pels Jesuïtes Jean-Baptiste Régis, Pierre Jartoux, i Xavier Ehrenbert Fridelli, que van trobar una ciutat ben defensada, servint com la base d'una flota fluvial manxú que controlava la regió del riu Amur.
Envoltat per pobles nombrosos en les fèrtils planes de les ribes, la ciutat estaba ben aprovisionada de menjar.
Fou a Aigun el maig de 1858 que Nikolay Muravyov va concloure el tractat d'Aigun, segons el qual el banc esquerre del riu Amur va ser reconegut a Rússia.
Durant la Rebel·lió dels bòxers de 1900, per unes quantes setmanes Aigun fou el centre de l'acció militar dirigida contra els russos. El 22 de juliol, Aigun va ser capturada per tropes russes.
El 1913 Aigun esdevenia el seient del comtat novament creat d'Aigun (瑷珲县, Aihun xian), el qual va ser rebatejat comtat d'Aihui (爱辉县) el desembre de 1956.
El manxú de la capital Pequín (ara coneguda com a Beijing) va ser influït pel dialecte xinès parlat en l'àrea al punt en què pronunciar els sons manxús era durs per ells, i van pronunciar manxú segons fonètica xinesa, mentre per contrast, els manxús d'Aigun podien pronunciar manxú correctament i van mimetitzar la xinitzada pronunciació dels manxús de Pequín, de llavors ençà van aprendre la pronunciació pequinesa de qualsevol estudiant a Pequín o dels oficials enviats a Aigun des de la capital.
El 15 de novembre de 1980, es va crear la ciutat de Heihei el 6 de juny de 1983, el comtat d'Aihui va ser abolit i fusionat a la ciutat de Heihe.

## Commemoració
Segons Google Maps, hi ha un nombre de llocs històrics dins la ciutat d'Aihui (30 km al sud del centre de Heihe) relacionats amb la històrica Aigun. Inclouen "Ciutat Antiga d'Aihui" (爱辉古城), "Jardi dels Heroics Defensor de la Patria d'Aigun" (Aihun Weiguo Yingxiong Yuan, 瑷珲卫国英雄园), i "Sala d'Exposició Històrica d'Aihui" (Aihui Lishi Chenlie Guan, 爱辉历史陈列馆).